# Simeone Difnico
Simeone Difnico (in croato: Šimun Divnić, in latino: Simeon Diphnicus; Sebenico, 28 settembre 1613 – Bassano del Grappa, 24 maggio 1661) è stato un vescovo cattolico dalmata.

## Biografia
Nacque a Sebenico nel 1613 da nobile famiglia.
Il 25 giugno 1646 fu eletto vescovo di Nona.
Il 10 maggio 1649 fu trasferito alla sede vescovile di Feltre, ove sostenne delle controversie con l'arciduca di Innsbruck e la Serenissima Repubblica di Venezia per i benefici ecclesiastici della Valsugana, ricorrendo nel 1656 alla Santa Sede.
Morì a Bassano il 24 maggio 1661. Fu sepolto nella chiesa della Beatissima Vergine della Misericordia di Bassano.

## Genealogia episcopale
La genealogia episcopale è:
- Cardinale Scipione Rebiba
- Cardinale Giulio Antonio Santori
- Cardinale Girolamo Bernerio, O.P.
- Arcivescovo Galeazzo Sanvitale
- Cardinale Ludovico Ludovisi
- Cardinale Luigi Caetani
- Cardinale Scipione Pannocchieschi d'Elci
- Vescovo Simeone Difnico